# Pierre-Victor Guilhem
Pour les articles homonymes, voir Guilhem.
Pierre-Victor Guilhem né le 23 décembre 1815 à Saint-Geours-de-Maremne, est un général de brigade français, commandant une brigade du 13e corps d'armée, tué à la bataille de Chevilly lors du siège de Paris le 30 septembre 1870, lors d'une ultime tentative pour repousser les troupes prussiennes. Il repose au 26e Quartier du cimetière du Montparnasse (Paris 14e), avec d'autres officiers tués pendant le siège de Paris (1870-1871).

## Biographie
Pierre-Victor Guilhem, est le fils de Paul et de Marguerite-Pascale-Émilie Lavielle. Marié en 1887, à Paris, avec Mlle Marie-Clémentine Darcy. Clerc de notaire, il s'engage à 19 ans comme volontaire le 8 novembre 1834, et fera une carrière militaire exemplaire en Afrique, en Crimée, au Mexique, en Italie et rentre en France en aout 1870. Les 35e et 42e régiments d'infanterie de ligne du général Pierre-Victor Guilhem refoulent l'ennemi hors de Chevilly et l'Haÿ. Ses obsèques sont célébrées, à l'Hôtel des Invalides.
Une rue et une voie privée du XIe arrondissement de Paris portent son nom.

## Décoration
- Commandeur de la Légion d'honneur